# Nowa Wieś (powiat brodnicki)
Nowa Wieś (Nowa Wieś Szlachecka) – wieś w Polsce położona w województwie kujawsko-pomorskim, w powiecie brodnickim, w gminie Jabłonowo Pomorskie.

## Podział administracyjny

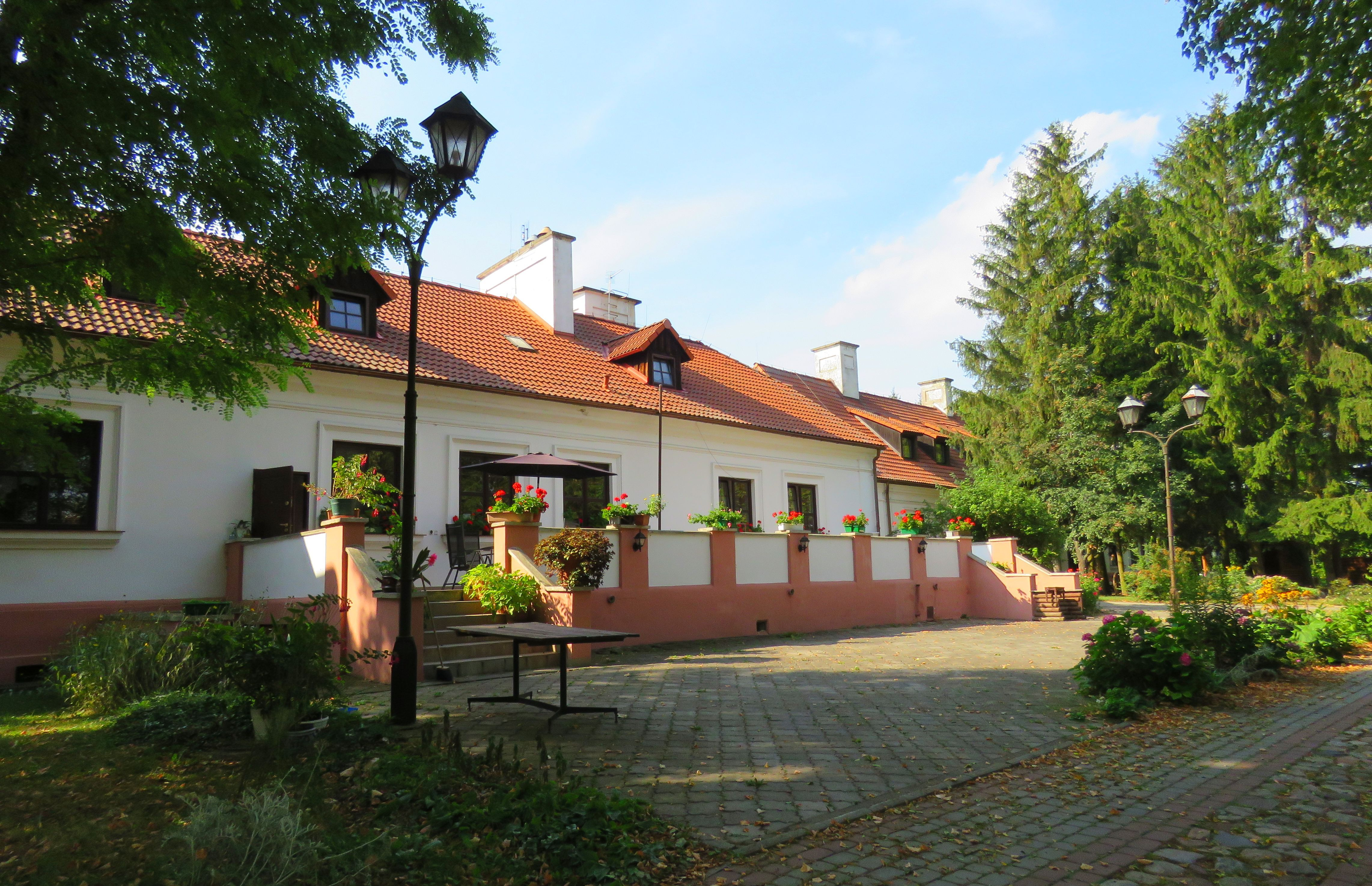
Dwór Tyzenhausów – boczne skrzydło

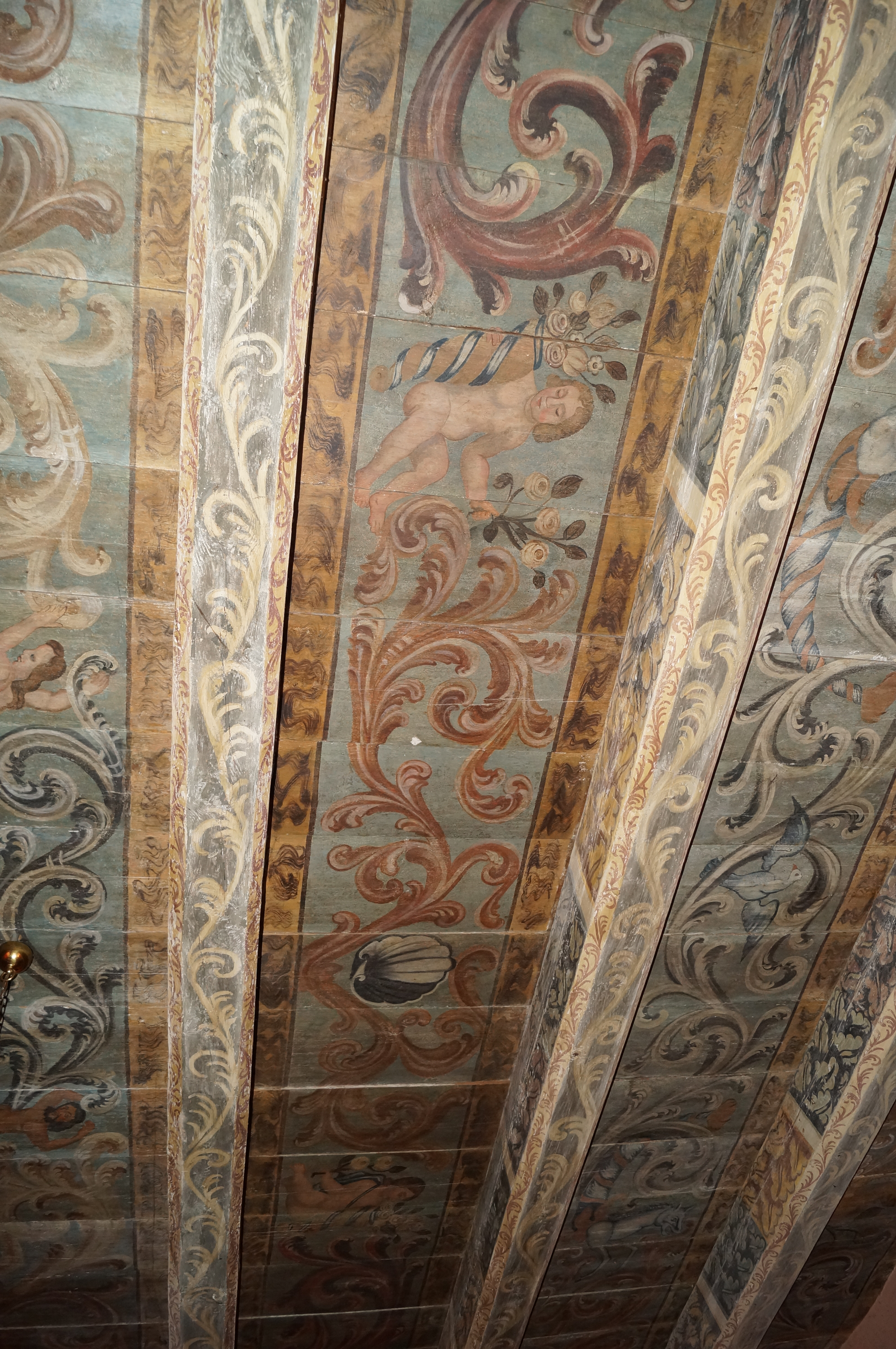
Dwór Tyzenhausów – polichromowane stropy

W latach 1975–1998 miejscowość należała administracyjnie do województwa toruńskiego.

## Demografia
Według Narodowego Spisu Powszechnego (III 2011 r.) liczyła 285 mieszkańców. Jest dziesiątą co do wielkości miejscowością gminy Jabłonowo Pomorskie.

## Zabytki
Według rejestru zabytków NID na listę zabytków wpisany jest dwór z 2 poł. XVII w., 2 ćw. XVIII w., nr rej.: A/525 z 14.12.1955.
Dwór należał do Tyzenhausów, następnie Czapskich. Pochodzi z XVI w., rozbudowywany: w XVII w. na parterowy z narożnymi alkierzami, w XVIII w. o skrzydła boczne. Wewnątrz stropy polichromowane z końca XVI w. Obecnie dwór stojący w otoczeniu parku, po remoncie i adaptacji, pełni funkcję Diecezjalnego Domu Rekolekcyjnego Diecezji Toruńskiej. 